# UNIOP-affaire
De UNIOP-affaire is een Belgisch corruptieschandaal dat in de eerste helft van de jaren 90 aan het licht kwam en waarbij politici van de PS via overbetaalde studieopdrachten de partij financierden. De affaire leidde tot de veroordeling van gewezen minister van Defensie Guy Coëme. De affaire is genoemd naar het opiniepeilingsinstituut UNIOP (Universitair Instituut voor Opiniepeilingen, in het Frans INUSOP: Institut Universitaire de Sondage d'Opinion) dat nauwe banden had met de Université libre de Bruxelles (ULB) en de Vrije Universiteit Brussel (VUB).

## Geschiedenis
De affaire begon aanvankelijk als een zaak van geldverduistering en schriftvervalsing door Camille Javeau, directeur van UNIOP, ten voordele van diens privé-activiteiten. In 1989 werd hij om die reden ontslagen. Toen het gerecht een onderzoek startte naar de feiten, verklaarde de ontslagen directeur dat ministeriële kabinetten van PS-ministers in de jaren 80 bij UNIOP studies bestelden en die te duur betaalden, om daarna een deel van het overheidsgeld naar de partijkas te laten vloeien. Daarop volgde de aanhouding en ondervraging van de kabinetschef van minister van Buitenlandse handel Robert Urbain en afgevaardigd bestuurder Nicole Delruelle-Vosswinkel van UNIOP.
Het onderzoek raakte pas in 1994 afgerond, toen nog een vierde verdachte aangehouden en ondervraagd werd, namelijk de voormalige kabinetschef van Philippe Moureaux.
In juli 1994 vroeg het gerecht aan de Belgische Senaat om de onschendbaarheid op te heffen van de senatoren Guy Spitaels en Hervé Hasquin, en vroeg tevens aan de Kamer van volksvertegenwoordigers om oud-minister Philippe Moureaux, zittend vicepremier Willy Claes en oud-minister Guy Coëme door te verwijzen naar het Hof van Cassatie dat destijds bevoegd was voor strafzaken van ministers in functie. Uiteindelijk verwees de Kamer van volksvertegenwoordigers enkel Coëme door naar het Hof.
Een rechtszaak tegen een minister voor het Hof van Cassatie was niet meer voorgevallen sinds 1865 (de zaak om minister van Oorlog Félix Chazal). 
In de UNIOP-zaak zijn de namen genoemd van nog andere socialistische en liberale politici, maar tegen hen is nooit een onderzoek geopend wegens verjaring van de feiten.

## Proces
Het proces voor het Hof van Cassatie startte in februari 1996. Naast oud-minister Guy Coëme stonden nog zeven andere verdachten terecht:
- De ex-bestuursleden van UNIOP Camille Javeau en Nicole Delruelle-Vosswinkel
- De ex-directeur van een reclamebureau Emmanuel Hollander
- De administrateur-generaal van de RTBF Jean-Louis Stalport
- Voormalig secretaris-generaal van de Franse Gemeenschap en PS-lid van het Brussels Parlement Merry Hermanus
- Jean-Louis Mazy en Robert Willermain

Stalport, Hermanus, Mazy en Willermain waren werkzaam bij de kabinetten van ministers Robert Urbain, Philippe Moureaux en Guy Coëme toen de feiten gepleegd werden. Het Hof veroordeelde uiteindelijk alle acht verdachten. Oud-minister Coëme werd veroordeeld tot twee jaar voorwaardelijke gevangenisstraf, de ontzetting uit zijn burgerlijke en politieke rechten voor vijf jaar en een boete van 60.000 BEF (ca. 1500 euro). De overige zeven werden veroordeeld tot voorwaardelijke gevangenisstraffen van zes maanden tot twee jaar en boetes van 1.560 tot 30.000 BEF. Javeau, Delruelle-Vosswinkel en Hermanus verloren eveneens hun burgerlijke en politieke rechten voor vijf jaar.
In juni 2000 echter veroordeelde het Europees Hof voor de Rechten van de Mens de Belgische staat omdat de beschuldigden in de UNIOP-affaire geen eerlijk proces gekregen hadden. In het bijzonder keurde het Hof af dat de procedure vooraf niet duidelijk was. Dit had te maken met het feit dat de Belgische Grondwet weliswaar voorziet dat ministers in functie door het Hof van Cassatie berecht moeten worden, maar dat de uitvoeringswetten (die volgens de Grondwet de procedure moeten regelen) nooit tot stand gekomen zijn. Het vonnis tegen de UNIOP-veroordeelden bleef bestaan, omdat de Belgische wet geen vernietiging voorziet van vonnissen door het Europese Hof, maar de Belgische staat werd wel veroordeeld tot het betalen van een schadevergoeding aan de veroordeelden.
Het is opmerkelijk dat het oordeel van het Europees Hof enigszins anders uitviel toen de veroordeelden in het Agustaschandaal hun veroordeling door het Hof van Cassatie aanvochten.
Inmiddels is de Grondwet gewijzigd en worden ministers voor misdrijven die zij plegen tijdens hun ambt berecht door het Hof van Beroep.